# 天天過馬路
《天天過馬路》是一款街機風格的電子遊戲。該遊戲由安迪·孫（Andy Sum）、麥特·霍爾（Matt Hall）和班·魏瑟羅（Ben Weatherall）等人所創立的澳大利亞公司鯨魚控股有限公司負責開發，並於2014年11月20日首次發行。遊戲名稱的靈感來自於常見的一則英文謎語：「雞為什麼要過馬路？」（Why did the chicken cross the road?）《天天過馬路》曾被形容為「永無止盡的《青蛙過河》」。

## 遊戲設定

遊戲截圖

《天天過馬路》的遊戲目標就是盡可能在不死亡的情況下走得愈遠愈好，而中途則需跨越馬路、草地、河流和鐵軌等障礙。玩家在遊戲中可以選擇各種角色（如小雞、無尾熊或兔子等）進行遊戲，在觸控模式下若要前進則需點按一下螢幕、若需往其它方向移動則需向相應的方向滑動螢幕；在鍵盤模式下，則可以直接透過上下左右按鍵操控遊戲。許多障礙物會導致角色立刻死亡，例如：掉進河流中、被汽車或火車撞到等；玩家必須等待前方的道路通暢才可向前移動，或是跳躍至河流上的平台過河。若玩家停留過久或是後退超過三步，則一隻老鷹會飛來將角色叼走導致死亡。玩家每前進一步，該局就會得到一分，而每達到50步時，遊戲會發出一個特殊音效。此外，玩家可以在遊戲進行中撿拾不時出現在地圖中的金幣；每收集滿100枚金幣，玩家即可至遊戲內的轉蛋機抽新的角色。

### 角色
iOS版本中的《天天過馬路》共包含145個角色可供遊玩，而預設的角色是一隻小鸡。其中，有119個是可透過收集金幣後至轉蛋機取得的角色，其餘的22個則是「隱藏角色」，必須利用特定的角色在遊戲進行中完成特殊任務才可獲得；貪吃豬、PSY和PAC-MAN等角色則只能透過遊戲內購（in-app purchase）取得。除此之外，Android版本中還有額外角色安卓（Android Robot），其外觀近似該行動作業系統的商標。其它角色還包括绿头鸭、草泥马、Archie、多吉、3.1、#thedress、泡菜、韓國烤肉和來自《紀念碑谷》的公主艾達和图腾等等。

### 金幣
金幣是遊戲中的貨幣，其唯一用途就是在轉蛋機中使用；每次轉蛋需要100枚金幣，可能隨機獲得新的角色或是已經擁有的重覆角色。玩家除了可以在遊戲進行中撿拾外，也可以透過觀看廣告影片、完成任務獲得金幣；此外，玩家每隔數小時也可領取一份免費金幣禮物，其數量介於數十至數百枚之間；或是利用真實世界的貨幣購買遊戲中的金幣。玩家目前所擁有的金幣數量則會在遊戲畫面的右上角顯示。
當玩家擁有貪吃豬角色後，遊戲中就會出現可撿拾的紅色金幣，每獲得一枚紅色金幣相當於五枚普通的金幣；此外，玩家觀看廣告影片或是領取免費禮物所獲得的金幣數量也會加倍。

## 開發
最初，遊戲的製作團隊計畫在六週的時間內完成《天天過馬路》的開發，但在發現這款遊戲的潛力後決定額外再增加六週的開發時間。開發人員麥特·霍爾（Matt Hall）表示，《天天過馬路》的設計靈感來自《青蛙過河》、《神廟逃亡》、《地鐵跑酷》、《Disco Zoo》、《Flappy Bird》、《Skylanders》、《Tiny Wings》和《菲斯》等遊戲，而遊戲免费模式的模型是參考自《Dota 2》。

## 反響
《天天過馬路》在評論界中受到了廣泛的好評。遊戲在Metacritic網站上的得分為88/100，手機遊戲評論網站TouchArcade和BigBoomBoom.com都給了它5/5顆星、Gamezebo Gaming給了它4.5/5顆星、Apple N' Apps則給了它4/5顆星。Polygon稱遊戲「非常優秀」（brilliant），並將其比喻為一款升級版的《青蛙過河》；《時代》則認為遊戲「結合了《青蛙過河》和《Flappy Bird》」。遊戲發行後於2014年的澳大利亞遊戲開發者獎項（Australian Game Developer Awards）中進入決賽，並成為該獎項「2014年度最佳遊戲」的前五名之一。後來，《天天過馬路》又在2015年的蘋果全球開發者大會上獲得了2015年度的蘋果設計獎。
在遊戲發行之後三個月，《天天過馬路》獲得了約1000萬美元的收入，並有約5000萬的下載次數。

## 《迪士尼天天過馬路》
2016年，Hipster Whale和迪士尼互动工作室合作發行了《天天過馬路》的番外作品——《迪士尼天天過馬路》，適用的平台包括iOS、Android、Microsoft Windows和Windows Phone等。遊戲的玩法和原作幾乎完全相同，不過玩家可以選擇迪士尼的卡通角色進行遊戲，包括米老鼠和唐老鸭等。除此之外，遊戲還包含了來自數個迪士尼及皮克斯電影中的角色，如《狮子王》、《魔髮奇緣》、《无敌破坏王》、《玩具总动员》和《腦筋急轉彎》等。遊戲中共有超過600個角色，其中也有部分是需透過特殊任務才可取得的隱藏角色。
此外，《迪士尼天天過馬路》包含了一些原作沒有的功能——像是玩家可以完成每日任務（如跳達一定步數或嚇跑小鳥等）以取得新的隱藏角色。

### 關卡
- 《米老鼠與好朋友（英语：Mickey Mouse and Friends）》
- 《鬼屋（英语：Haunted Mansion）》
- 《獅子王》
- 《玩具總動員》
- 《魔髮奇緣》
- 《無敵破壞王》
- 《大英雄天團》
- 《腦筋急轉彎》
- 《動物方城市》[18]
- 《魔境夢遊：時光怪客》
- 《與森林共舞》
- 《海底總動員2：多莉去哪兒？》
- 《神鬼奇航》
- 《怪獸電力公司》
- 《阿拉丁》
- 《聖誕夜驚魂》
- 《海洋奇緣》
- 《花木蘭》
- 《超人特攻隊》
- 《美女與野獸》
- 《星際寶貝》
- 《Cars》
- 《唐老鴨俱樂部》

## 備註
1. ↑  其謎底是「因為牠想要過到馬路的對面去」（To get to the other side.）

## 外部連結
- 官方网站
- 迪士尼天天過馬路